# Gijsbrecht Cleymans
Gijsbrecht Cleymans († Turnhout, 6 december 1649) was onder meer rentmeester en schepen van de stad Turnhout. Later was hij controleur-generaal van de koninklijke licentenrechten.

## Levensloop
In het jaar 1618 begon Cleymans zijn carrière als gezworen klerk van Guilliam Proost, de secretaris van Turnhout. Deze functie vervulde hij gedurende acht jaar, tot in 1626. Op die manier was hij dus jarenlang van aan de zijlijn betrokken in het bestuur van zijn stad.
In 1629 – het jaar van zijn huwelijk – zette hij in zijn loopbaan een stap naar boven. Hij was sindsdien tezamen met A.W. van Alphen rentmeester van Turnhout, een functie die hij tot 1633 uitoefende. Daarna bereikte hij nog een topfunctie binnen het stadsbestuur, namelijk die van schepen. Hij was dit alleszins in de periode 1633–34.
Hij was ook op een zekere manier verbonden met de Republiek der Verenigde Nederlanden. Dit valt af te leiden uit de belangrijkste functie die hij in zijn carrière vervulde, namelijk die van "controleur-generaal van zijne Majesteits licenten ten Platten Landen". Deze functie omvatte de controle op de licentenhandel. Deze licenten sloegen op het verlof om met onderdanen van een vijandelijk land handel te drijven tegen betaling van zeker recht ten behoeve van de admiraliteiten, in het bijzonder in de Republiek. Het feit dat deze functie "ten Platten Landen" was, lijkt erop te wijzen dat het wel degelijk ging over handel tussen de dan elkaar vijandig gezinde Republiek en de Zuidelijke Nederlanden.
In 1641 stierven drie van zijn kinderen kort na elkaar (zie Familie), waarop deze in de kerk van het plaatsje Vught een graf kregen. Waarom precies daar is niet duidelijk. Alleszins was Gijsbrecht in zijn leefperiode de enige Turnhoutse schepen die "promotie maakte" en een functie kon bekomen op nationaal niveau. Op 6 december 1649 vond zijn begrafenisplechtigheid plaats in de kerk van Turnhout.

## Familie
Op 3 februari 1629 trouwde Gijsbrecht in zijn thuisstad met Elisabeth Pauly. Het koppel kreeg op z'n minst zes kinderen: drie zonen en drie dochters:
Het jaar 1641 was zeer dramatisch voor het gezin, ze verloren in dat jaar maar liefst drie kinderen. Vermoedelijk lag een besmettelijke ziekte aan de bron hiervan. Op hun grafsteen in Vught is het wapenschild van het geslacht gekapt. Het heeft de volgende heraldische beschrijving: "geschulpt schuinkruis, vergezeld boven van een achtpuntige ster; helm met rond de hals een penning aan koord of ketting. Helmteken: uitkomende krijgsman met zwaard en schild".